# CLOVER (CLAMPの漫画)
『CLOVER』（クローバー）はCLAMPによる日本の漫画作品。

## 概要
1997年から1999年まで「Amie」（講談社）で連載され、1999年にアニメ映画化された。しかし、掲載誌の発行部数の伸び悩みなどにより、「Amie」は休刊。それと同時に、漫画のほうも連載停止に追い込まれた。現在までのところ、単行本は第4巻まで発売。続刊発売の目処は立っていない様子。
2008年7月に、既刊4巻を2冊に分けて収録しなおした新装版を、KCDXから2冊同時に刊行している。2004年10月に発売されたパートワーク『CLAMPノキセキ』vol.2のCLOVER特集の中で、CLAMP自身が『CLOVER』は4部構成で第5巻、6巻で作品が完結するというコメントを発表した。しかし2014年の時点では、公式サイトの作品紹介ではほかの休載中の作品（『X』、『GATE7』）とは違い、完結作品とされている。

## ストーリー
元・軍人の和彦は絋将軍から不思議な少女・スウを妖精遊園地（フェアリーパーク）まで送り届けるよう頼まれる。
1巻では和彦とスウを主軸に、妖精遊園地の崩壊までを描く。2巻以降ではサブキャラクターの視点で、1巻の物語が始まるまでの「過去」を描きながら、1巻で大量に張られた伏線を回収していく。

## 登場人物
声優名があるものは、映画版の担当声優。
琉・F・和彦（りゅう・フェイ・かずひこ）
主人公。元軍人で、銀月が率いる秘色部隊の副官を務めていた。右手は、過去に白豹と戦ったときに失ったため義手になっている。織葉の恋人で、彼女を3か月かかって口説いた。織葉が殺された後に退役し、織葉を殺した犯人を捜すため裏の世界へ入り、裏界隈で探偵業のような仕事をしていた。スウを妖精遊園地に送り届けるという依頼を紘将軍から受け、スウの「最初で最後」の願いを叶える。
軍人としては優秀だったが問題が多く、少なくとも六度、軍法会議にかけられている。無駄な殺しはせず、約束は守り、口が堅いという性格。左手のひらに紘将軍から与えられた1枚の葉の入れ墨がある。
スウ
声：坂本真綾
魔法を使える子供の中で、たった1人しかいない"四つ葉"のクローバー。入れ墨は左腿。
彼女の名前である「スウ」とは、数字で「4」を意味する。織葉の歌声に魅せられ、禁止されていたにもかかわらず、ファンとして電話をかける。
4つの頃に軍の研究施設に多額のお金と引き換えに引き取られる。魔導士5人でもその力に対抗できずに扱いかねていたことと、彼女に想われた人間は世界を手に入れられる力を手にすることと同様であったために、機械人形達に囲まれた鳥かごのような家でたった独りで暮らしていた。作中に出てくる「CLOVER」という歌は、スウと織葉で創ったもの。
そのままずっと独りで生きるよりも、たった1つの小さな望みを叶えて幸せになりたいと願い、織葉の恋人であった和彦に、妖精遊園地に連れて行ってもらう。その願いを叶えた後、崩壊していく遊園地に一人残り、自らの命を絶った。
銀月（ぎんげつ）
"二葉"のクローバーである軍人。階級は中佐。秘色部隊の隊長で和彦の元上司。現在でもその交流は続き、和彦と約束をしている。藍を引き取るために、頭に自爆装置を埋め込んでいる。入れ墨は左手首。スウの輸送にも和彦とは別に、紘将軍から二人の護衛を依頼されていた。
藍（らん）
声：谷山紀章
"三つ葉"のクローバーである青年。「藍」という名前は銀月が付けたもので、研究所にいたころは「C（ツェー）」と呼ばれていた。「A（アー）」という双子の弟がいる。セキュリティがしっかりした所にいることを条件に外に出ることを許され、銀月と共に暮らしている。
スウには及ばないが、装置なしで人を移動させることが可能。外に出ることは許されたが、研究所を離れると長くても5年の命というリスクがあり、実際に銀月の元で暮らしていた僅か2年の間に、子供から大人へと成長している。弟とは違い、従順で大人しい性格をしている。
白豹（バルス）
アズライト軍に所属する、和彦の宿敵。スウを狙っている。和彦とは顔見知りで、彼のことを気に入っており、ふざけて「王子様」と呼んでいる。かつて和彦と戦い、その右手を切り落とした男であり、現在は剥製にして枕元に飾ってある。
織葉（おるは）
和彦の恋人。ライブハウスの歌手。"一葉"のクローバーで、能力は自分の死ぬ日が分かるということだけ。入れ墨は胸にあるがあとから自分で入れたのか、カタバミのような形をしている。歌うことと和彦が大好き。
メジャーデビューはしておらず、歌は有線電波（マイナーウェーブ）にのみ流されていたが、それをスウが感じ取って電話したことから、彼女とスウの交流が始まる。誕生日の夜、スウと二人で作った歌を披露したあと、和彦の目の前で何者かに射殺された。
紘将軍（こうしょうぐん）
和彦たちのいる国の裏を、全て握っている最高評議会の五人の長老の一人。和彦からは「紘婆さん」、スウからは「おばあちゃん」と呼ばれている。
スウを孫のように思っており、最高評議会の決定を破り、スウが外部の歌手（織葉）と交流することを内密に許可したり、スウの最初で最後の願いを叶えてやろうと、和彦にスウを託す。
小猫（シャオマオ）
和彦曰く、義賊を気取っている組織。首領はまだ子供。貴重な本物の猫を飼っている。
和彦がスウを輸送中に縄張り荒らしとみなして捕らえたが、無駄な殺しをしなかった和彦に借りを返すなど、義理堅いところがある。

## 映画版
コミックの序章エピソードを基にしたミュージッククリップ的な短編作品。CLAMPアニメ初のフルデジタル制作。『劇場版カードキャプターさくら』との併映であった。2007年5月25日に、DVDとして「カードキャプターさくら THE MOVIE COLLECTION」（劇場版2本セット）と同時発売された。
1999年8月21日公開。約5分。全編を通して、織葉が原作で歌っていた曲が流れている。
DVD 2007年05月25日 ASIN B000N0WBFO
- 製作：バンダイビジュアル
- 配給：松竹
- 監督：高坂希太郎
- 演出：松尾衡
- キャラクターデザイン・作画監督：結城信輝
- 美術監督：山本二三
- 撮影監督：八巻磐
- 音響監督：本田保則
- 音響効果：倉橋静男
- 音楽：橋本一子
- タイトル - マキ・プロ
- ビデオ編集 - キュー・テック
- 現像 - 東京現像所
- アニメーション制作：マッドハウス

## 単行本
- CLOVER 1 （1997年6月）
- CLOVER 2 （1997年8月）
- CLOVER 3 （1998年5月）
- CLOVER 4 （1999年8月）※以上、レーベルはAmieKC
- 新装版 CLOVER 1 （2008年7月）
- 新装版 CLOVER 2 （2008年7月）